# Arabella iricolor
Arabella iricolor är en ringmaskart som först beskrevs av Montagu 1804.  Arabella iricolor ingår i släktet Arabella och familjen Oenonidae. Arten har ej påträffats i Sverige. Utöver nominatformen finns också underarten A. i. caerulea.